# Johan Adler Salvius

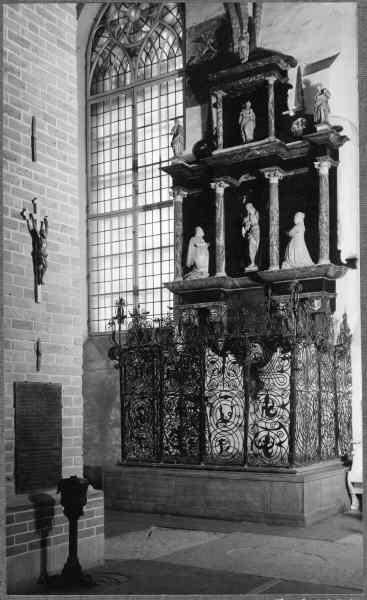
Gravmonumentet med epitafium över Johan Adler Salvius i Storkyrkan i Stockholm

Johan Adler Salvius, före adlandet 1629 Johan Salvius, född 1590 i Strängnäs, död 24 augusti 1652 i Stockholm, var en svensk friherre, riksråd och diplomat.
Han företrädde Sverige vid de förhandlingar som avslutade trettioåriga kriget och ledde fram till westfaliska freden 1648.

## Biografi
Johan Salvius var son till makarna Anna Persdotter och Peder Hansson, stadsskrivare i Strängnäs av ångermanländsk allmogesläkt. Han studerade vältalighet, medicin och juridik vid olika europeiska universitet (Uppsala, Rostock, Strasbourg, Montpellier, Helmstedt och Marburg), som avslutades med juris utriusque doktorsgrad 1619. Adler Salvius fick Gustav II Adolfs förtroende att anlägga planen för Göteborg. Året därpå ingick han äktenskap med Margareta Pedersdotter Skuthe (1560–1657), den trettio år äldre änkan efter en förmögen guldsmed och borgare i Stockholm, Lorentz Hartman († 1617), förfäder till ätten Adlerhielm.
Johan Adler Salvius egentliga karriär inleddes 1621, då han utnämndes till assessor i Svea hovrätt. Året därpå fick han diplomatiska uppdrag i bland annat norra Tyskland och utnämndes 1624 till statssekreterare. Efter adlandet 1629 utnämndes Adler Salvius efter Anders Ödla (död 1630) till ordinarie resident i Hamburg, en av den dåtida svenska diplomatins viktigaste poster, som han innehade i tjugo år (1631–50). Han utnämndes till riksråd 1648 mot protester av Per Brahe den Yngre och Axel Oxenstierna som tyckte Salvius låga börd inte var förenlig med Riksråds värdighet. Drottning Kristina tyckte dock annorlunda och sade "När man frågar gode rådh, då frågar man inte inthet efter 16 ahner utan quid consilii (goda råd)". Salvius upphöjdes till friherre 1651 strax före sin död.
Tillsammans med Johan Oxenstierna, son till Axel Oxenstierna, blev Johan Adler Salvius 1641 Sveriges ombud vid fredsförhandlingarna i Osnabrück och Münster, vilka ledde fram till den för Sverige så gynnsamma westfaliska freden 1648.
Efter att westfaliska freden slutits kallades Adler Salvius hem för att som personlig rådgivare bistå drottning Kristina.Trots detta dröjde han kvar över ett år i Tyskland och återvände först våren 1650 motvilligt till Sverige, där han fullföljde hedersuppdraget att lämna ratifikationen av fredsdokumentet till drottningen.
Redan följande år fick han dock åter lämna Sverige för att på en fredskongress i Lübeck förhandla med polackerna och samtidigt söka kontakt med fransmännen för en eventuellt förnyad allians med dem. Resultatet blev emellertid klent och han kallades åter hem.
Adler Salvius räknas till en av Sveriges dåtida främsta yrkesdiplomater. Hans politiska smidighet var högt uppdriven och hans förmåga att finna inflytelserika gynnare inte mindre. Samtidigt kunde han med viss lätthet hitta stöd i olika läger, vilket framgår av hans omfattande brevväxling.
Adler Salvius sista år fick framför allt sin prägel av hans gynnade ställning hos drottning Kristina. Han byggde upp verksamhet i Tullinge gård, som han ägde från 1630-talet, där han bland annat hade drottningen på besök. Adler Salvius väg som passerar gården är uppkallad efter honom. Gårdens huvudbyggnad, med omkring 30 rum, brann ned 13 februari 1943.
Adler Salvius är begravd i Storkyrkan i Stockholm. Ovanför hans gravmonument i Storkyrkan hänger ett epitafium skapat av den tyske skulptören Heinrich Wilhelm. Gravmonumentet är omgivet av ett järngaller.  Det smida järngallret kring Salvius grav är ett mästararbete. Som diplomat och förhandlare för Sverige under trettioåriga kriget hade Salvius en mycket framträdande position. För sina insatser som förhandlare efter trettioåriga kriget erhöll Salvis Balingsta gård som förläning. Han skänkte altaruppsatsen i silver till Storkyrkan i Stockholm.